# Tanin Manoonsilp
Tanin Manoonsilp (tiếng Thái: ธนิน มนูญศิลป์; sinh ngày 3 tháng 4 năm 1990), nghệ danh Bomb (tiếng Thái: บอมบ์), là nam diễn viên, người mẫu Thái Lan. Anh được biết đến qua các bộ phim như Series Quý ông nhà Jutathep (2013), Nữ điệp viên xinh đẹp (2014), Cơn mưa tình yêu (2016), Duyên định tình ta (2018)...

## Tiểu sử và học vấn
Bomb là con thứ hai trong gia đình có ba anh em. Cha anh tên là Thanet Manoonsilp, mẹ anh tên là Pataphat Manoonsilp.
Bomb tốt nghiệp trường cấp hai Assumption College Sriracha, tốt nghiệp trường cấp 3 Demonstration School "Phibun Bampen" Burapha University trước khi lên đại học, học khóa tiếng Anh vào mùa hè. Bomb tốt nghiệp Cử nhân Quản trị kinh doanh trường Đại học Assumption.

## Sự nghiệp
Bomb bắt đầu được chú ý sau khi tham gia series phim Suparburoot Jutathep (Quý ông nhà Jutathep) cùng với Pope Thanawat Wattanaputi, James Jirayu Tangsrisuk, Great Warintorn Panhakarn và James Ma. Thế nhưng tính đến thời điểm hiện tại, Bomb Tanin lại là cái tên mờ nhạt nhất trong dàn diễn viên Quý ông nhà Jutathep. Có xuất phát điểm tốt, cao 1m9, ngoại hình điển trai nhưng sau vụ lùm xùm tình ái ồn ào trong năm 2014, mọi nỗ lực của Bomb Tanin đều trở thành con số 0.

## Đời tư
Năm 2014, Bomb mất đi một lượng fan không nhỏ khi vướng vào scandal tình ái với một đồng nghiệp khác. Nữ diễn viên này đã đăng tải một clip trên trang cá nhân với nội dung về chuyện tình cảm giữa cô và Bomb với những bức xúc bị kìm nén sau 2 năm yêu nhau. Ban đầu khi yêu nhau, anh tỏ ý không muốn công khai vì sự nghiệp chưa vững chắc. Tuy nhiên, sau khi có một chỗ đứng nhất định trong làng giải trí Thái Lan, Bomb vẫn không có ý định công khai. Chẳng những thế, anh còn bị cho là đang lén lút hẹn hò với người khác.

## Các phim đã tham gia

### Phim truyền hình
| Năm  | Tên gốc                       | Tên tiếng Việt                          | Vai                                                                            | Đài |
| ---- | ----------------------------- | --------------------------------------- | ------------------------------------------------------------------------------ | --- |
| 2011 | Likit Sanaeha                 | Tình yêu định mệnh                      | (khách mời)                                                                    | CH3 |
| 2012 | Noom Ban Rai Kub Wan Ja Hi So | Chàng trai quê và nàng tiểu thư phố thị | Bác sĩ                                                                         | CH3 |
| 2013 | Khun Chai Taratorn            | Chuyện tình chàng khảo cổ               | Mom Rajawongse Rachanon Jutathep / Khun Chai Lek (Series Quý ông nhà Jutathep) | CH3 |
| 2013 | Khun Chai Pawornruj           | Quý cô và chàng ngoại giao              | Mom Rajawongse Rachanon Jutathep / Khun Chai Lek (Series Quý ông nhà Jutathep) | CH3 |
| 2013 | Khun Chai Puttipat            | Bác sĩ Puttipat                         | Mom Rajawongse Rachanon Jutathep / Khun Chai Lek (Series Quý ông nhà Jutathep) | CH3 |
| 2013 | Khun Chai Rachanon            | Kĩ sư Rachanon                          | Mom Rajawongse Rachanon Jutathep / Khun Chai Lek (Series Quý ông nhà Jutathep) | CH3 |
| 2013 | Khun Chai Ronapee             | Ảo vọng giàu sang                       | Mom Rajawongse Rachanon Jutathep / Khun Chai Lek (Series Quý ông nhà Jutathep) | CH3 |
| 2014 | Cubic                         | Chiếc hộp tình yêu                      | Lin Lan Ser                                                                    | CH3 |
| 2014 | Suey Rai Sai Lub              | Nữ điệp viên xinh đẹp                   | Kunthep Naradun                                                                | CH3 |
| 2016 | Pee Roon Pram Ruk             | Cơn mưa tình yêu                        | Logan Lu                                                                       | CH3 |
| 2017 | Duen Pradab Dao               | Trăng sánh bước cùng sao                | Warat (Nuknik)                                                                 | CH3 |
| 2018 | Chuamong Tong Mon             | Khoảnh khắc nhiệm màu                   | Narit Kittipaisarnsakun / Mark / Richie                                        | CH3 |
| 2018 | Dung Prom Likit Ruk           | Duyên định tình ta                      | Mom Chao Danaitheprangsan Phromkun / Than Chai Kong / Kanin                    | CH3 |
| 2020 | Toong Sanaeha                 | Cánh đồng tình yêu                      | Praiwan                                                                        | CH3 |
| 2021 | Barb Ayuttitham               | Tội lỗi bất công                        | Kharabaek / Petch                                                              | CH3 |
| 2021 | May-December Romance          | Yêu thật chỉ là sinh ra trước           | Toryot Suetrongdee / "Tah"                                                     | CH3 |
| 2022 | Mommy Tee Rak                 | Mami dấu yêu                            | Pheera                                                                         | CH3 |
| TBA  | Khun Ying Jom Khaen           | TBA                                     | Hoàng tử Anuncharin                                                            | CH3 |

## Âm nhạc

### Ca khúc
- "I'll Take Care of You" – Nhạc phim Nữ điệp viên xinh đẹp
- "Happy Birthday Channel 3" với Ranida Techasit

### Xuất hiện trong MV
- "Don't Want To Be Perceived" - Ca sĩ ETC[4]
- "I'll Take Care of You" - Nhạc phim Nữ điệp viên xinh đẹp
- "Happy Birthday Channel 3"

### Concert
| Concert                                      | Ngày diễn ra             | Địa điểm                  | Với                      |
| -------------------------------------------- | ------------------------ | ------------------------- | ------------------------ |
| LOVE IS IN THE AIR: CHANNEL3 CHARITY CONCERT | Ngày 29 tháng 4 năm 2017 | Impact, Muang Thong Thani | Tất cả diễn viên đài CH3 |

## Giải thưởng
2013
- Siam Dara Star Awards, Best Male Star Performer[5]
- OK Awards, New Star Rising Branch[6]

2014
- Phra Kinnaree Award, Good People, Good Thinking, Good Society, Follow the Royal Trail[7]
- M Thai Top Talk Awards, The Most Talked About Male Actor[8]
- Buddhist Ambassador Award World Vesak[9]
- Sport Man Awards[10]
- The reward of mercy By the Artist Council promoting Buddhism[11]